# Otto Liman von Sanders
Otto Liman von Sanders (Stolp,  Reino de Prusia; 17 de febrero de 1855-Múnich, 22 de agosto de 1929) fue un general alemán que sirvió en el Ejército alemán y como asesor militar en el Imperio otomano durante la Primera Guerra Mundial.

## Primeros años
Von Sanders nació en la ciudad pomerana de Stolp (hoy Słupsk, Polonia) en el seno de una familia noble y, como era usual entre los hombres de su clase, se alistó al ejército muy pronto, donde ascendió con bastante rapidez y llegó al rango de teniente general sin haber comandado tropas en una batalla. 
En 1913 fue nombrado jefe de la última misión alemana que partió al Imperio Otomano con el fin de ayudar al Ejército turco en su modernización y adiestramiento en las tácticas militares europeas, algo que la administración otomana había tratado de hacer con desiguales resultados durante los últimos ochenta años. Al igual que en épocas anteriores, los mayores problemas de los turcos residían en el control de los mandos militares por las clases altas —no siempre muy capaces—, las disputas internas entre los oficiales subalternos y el deficitario desarrollo de las infraestructuras y comunicaciones dentro del Imperio, que le restaban especial movilidad a sus tropas.

## Comienzo de la Primera Guerra Mundial
En un principio von Sanders se formó una opinión muy negativa sobre el ejército turco y sus mandos, hasta el punto de que en julio de 1914, cuando el líder de los Jóvenes Turcos İsmail Enver ofreció una alianza al Imperio Alemán, von Sanders presionó personalmente al embajador alemán en Constantinopla, Hans von Wangenheim, para que la desechara. Las razones esgrimidas fueron que el ejército turco era demasiado débil en ese momento, el dinero destinado a su mantenimiento muy pequeño y su dirección incompetente. Sin embargo, el 1 de agosto de ese mismo año (apenas unos días después del estallido de la que sería llamada Gran Guerra), los alemanes reconsideraron la propuesta y firmaron una alianza secreta con los turcos, con la condición de que el mando de sus tropas estuviese bajo la «supervisión efectiva» de Alemania.
El Imperio otomano declaró la guerra a los Aliados dos meses después de haberse firmado el pacto. En ese momento Enver discutió con von Sanders su estrategia para destruir la guarnición rusa en la ciudad de Kars. A pesar de la firme oposición del alemán a este proyecto, Enver ignoró sus objeciones y la llevó a cabo, siendo totalmente derrotado por los rusos en la batalla de Sarikamis, la peor derrota otomana en el curso de la guerra. De forma simultánea, las tropas otomanas destacadas en Palestina (mandadas por Ahmed Djemal, quien estaba a su vez asesorado por Kress von Kressenstein), atacaron a los británicos en el canal de Suez y fueron así mismo repelidas tras sufrir graves bajas. Los alemanes exigieron entonces el completo control de las fuerzas turcas, cosa que Enver accedió a otorgarles cuando supo de la llegada de una enorme flota anglo-francesa a los Dardanelos, amenazando la propia capital del Imperio.

## Batalla de Galípoli

Mapa de la Península de Galípoli. La línea punteada indica el avance máximo de las tropas aliadas durante la batalla.

Von Sanders tomó entonces el control de la mejor unidad del Imperio otomano, el V Ejército formado por 84 000 hombres, y trazó una estrategia defensiva a toda prisa en menos de un mes. Su labor se vio favorecida por la torpeza de los mandos aliados destinados a esta misión y su decisión de tomar con fuerzas terrestres la península de Galípoli en lugar de proseguir con el bombardeo naval de las fortificaciones otomanas a lo largo de los Dardanelos. El 23 de abril de 1915, los británicos desembarcaron en el cabo Helles y von Sanders envió a la 19.ª División Otomana al mando de Mustafá Kemal, quienes consiguieron salvar el día bloqueando el avance de las tropas de la ANZAC y confinándolas en la playa, a pesar de los constantes ataques durante los cinco meses siguientes. Kemal, que sería posteriormente conocido como Atatürk por su labor en la creación de la moderna República de Turquía, había sido ascendido poco antes por von Sanders por su talento y no por su origen, que era relativamente humilde.
Entre abril y noviembre los Aliados no dieron un momento de respiro a von Sanders. Los británicos intentaron un segundo asalto en Suvla, pero fueron igualmente contenidos y al final de la campaña se vieron obligados a retirarse de los Dardanelos, con el único consuelo de no haber sufrido un número exagerado de bajas. Los otomanos conseguían por fin una victoria decisiva sobre el enemigo, aseguraban los estrechos y mantenían incomunicados a los rusos con sus aliados occidentales.

## Acciones posteriores
A principios de 1915 llegó a Constantinopla el jefe de la anterior misión alemana en el Imperio otomano, el barón Colmar von der Goltz, quien tomó el puesto de asesor militar personal del sultán Mehmed V. Este no ocultó en ningún momento su mala opinión sobre el «gobierno de los tres pachás» (Enver, Djemal y Talat) y tampoco se llevaba especialmente bien con von Sanders. Von der Goltz propuso una serie de ofensivas contra los Aliados, que no tuvieron demasiados resultados, hasta que en octubre de 1915 von Sanders pudo librarse de su tutela al partir éste a Mesopotamia, que había sido invadida por los británicos desde su protectorado en Kuwait. Von der Goltz murió seis meses después en Bagdad, poco antes de conseguir la victoria en el asedio de Kut. Aunque su muerte fue atribuida al tifus, se especula que Von der Goltz pudo haber sido envenenado por los propios oficiales turcos, que estaban descontentos con él.
Mientras tanto, el también alemán Erich von Falkenhayn perdió la ciudad de Jerusalén en diciembre de 1917 a manos de los británicos y presentó su dimisión como comandante en jefe de las tropas otomanas en Siria y Palestina. Von Sanders viajó entonces al Oriente Próximo para ocupar el puesto de Falkenhayn. Allí encontró unas fuerzas demasiado debilitadas como para poder hacer otra cosa que parapetarse en posiciones defensivas y tratar de retrasar el avance británico. Sus esfuerzos no fructificaron y las tropas otomanas en la región quedaron prácticamente destruidas en la batalla de Megido, en la que el propio Von Sanders estuvo a punto de ser hecho prisionero.

## Postguerra
Tras la rendición de Alemania, von Sanders fue arrestado en febrero de 1919 y conducido a Malta, donde los británicos le acusaron de crímenes de guerra. Sin embargo, no pudieron probar nada realmente delictivo contra él y a los dos meses se vieron obligados a ponerlo en libertad. El general alemán se retiró del ejército ese mismo año.
En 1927 publicó un libro con sus memorias, llamado Cinco años en Turquía, que había comenzado a escribir durante su cautiverio en Malta, y dos años más tarde murió en la ciudad de Múnich, a la edad de 74 años.